# ジャダラン
ジャダラン(モンゴル語: Jadaran,中国語: 札答闌)とは、モンゴル部に属する遊牧集団の名称。チンギス・カンとモンゴル部の覇権を巡って争ったジャムカ(グル・カン)を輩出したことで知られる。

## 概要
『元朝秘史』に伝えられる伝承によると、ボルジギン氏の始祖であるボドンチャルがウリャンカイ部を征服した時、身重の女性(ウリヤンカダイ)がおり、ボドンチャルはこの女性を自らの妻とした。ボドンチャルの妻となったウリヤンカダイは間もなく子供を産んだが、ボドンチャルの子供ではなく「よそ者(Jad irgen)」の子供であったことからジャジラダイと名付けられ、ジャダラン(Jad haran)氏の始祖になったという。もっとも、このような伝承は通俗的語源解釈であって史実を反映したものではないとする見解が有力である。
ジャダラン(ジャジラト)氏は『遼史』では「茶赤剌」として登場し、モンゴリアに逃れてきた耶律大石を推戴したことなどが記録されており、この頃にはモンゴル部内でもかなり強力な氏族であった。

## 系図
ジャダラン氏族の祖ジャダラダイ（ジャジラダイ）の系図。